# Hechingen

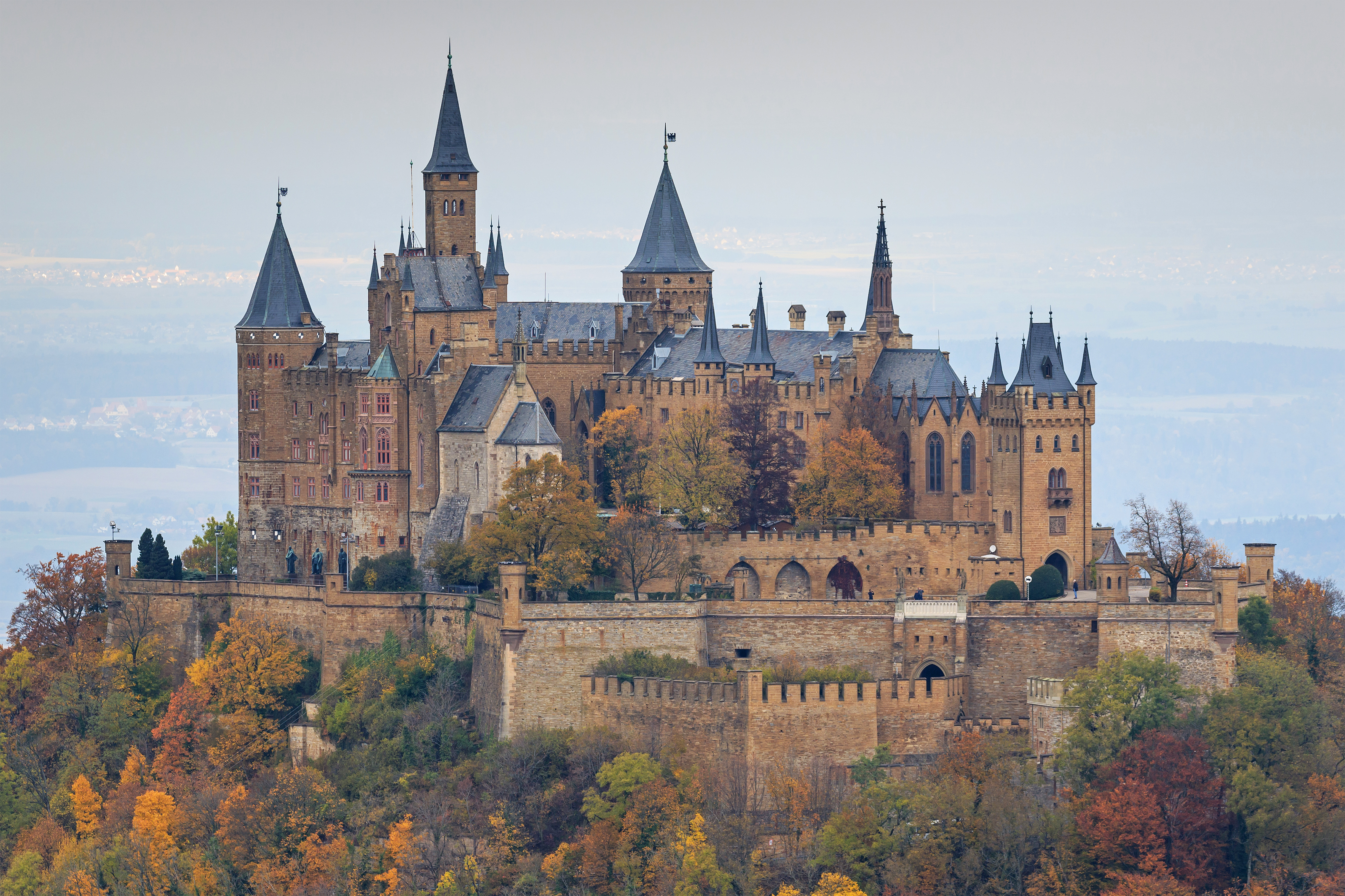
Castillo de Hohenzollern.

Hechingen (pronunciación en alemán: /ˈhɛçɪŋən/ⓘ) es una ciudad en la Jura de Suabia, dentro del distrito administrativo de Zollernalbkreis en el estado federado de Baden-Wurtemberg, Alemania. 
Hechingen es la cuna de la dinastía Hohenzollern y la sede de la rama Hohenzollern-Hechingen. La ciudad se mantuvo ligada a la rama principal de los Hohenzollern hasta que fue cedida a la rama prusiana de la familia en 1850. Hechingen, por lo tanto, pasó a formar parte de Prusia a pesar de que geográficamente se encuentra muy alejada. Tras la Segunda Guerra Mundial, la provincia de Hohenzollern fue incorporada al estado de Baden-Wurtemberg.
En las cercanías de la ciudad se encuentra el castillo de Hohenzollern sobre un cerro. La ciudad utiliza el escudo de armas de los Hohenzollern (cuartelado de plata y sable). 

## Lugareños ilustres
- Paul Levi (1883-1930), líder comunista
- Samuel Ullman (1840-1924), poeta
- Markus Wolf (1923-2006), espía de la RDA
- Elsa Einstein (1876-1936), prima y esposa de Albert Einstein